# Aeromonas
Genre
Le genre Aeromonas regroupe des bactéries de la classe des Gammaproteobacteria appartenant à la famille des Aeromonadaceae. Ce sont des bacilles droits à extrémités arrondies, à coccoïdes, à coloration Gram négatif, mobiles, anaérobies facultatifs, chimioorgano-hétérotrophes, oxydase positive et catalase positive. Quelques souches d’Aeromonas sont responsables de gastroentérites et d'infection de plaies chez l'être humain, et de nombreuses espèces vivantes peuvent être infectées par ces bactéries.

## Réservoir naturel, habitats
Le réservoir des Aeromonas dans la nature est dulçaquicole : la bactérie est présente dans les eaux douces et notamment dans les eaux d'égouts, les sédiments anoxiques. 
Les Aeromonas sont donc sans surprise retrouvées chez de nombreux animaux aquatiques ou des zones humides comme les sangsues, les grenouilles, les poissons, les reptiles, les oiseaux ou les moustiques (en particulier les chironomes dont les larves, utilisées par les pêcheurs sous le nom de "vers de vase", se développent dans le sédiment) qui peuvent contaminer les réservoirs d'eau potable notamment si leur eau est eutrophe et susceptible de nourrir d'importantes populations bactériennes) et indirectement divers aliments. 

## Biologie
Leur multiplication est fonction de la température, du pH et de la teneur en éléments nutritifs. 

## Écologie
Cette bactérie très ubiquiste dans les milieux aquatiques interagit probablement avec un grand nombre d'espèces, et de manière parfois complexe. Ainsi plusieurs espèces d’Aeromonas sont assez souvent retrouvées dans le microbiote endogène de moustiques non-piqueurs du groupe des Chironomidés (Diptera : Chironomidae), au stade œuf, larve et pupe, et adulte  trouvées dans 1,63 % des pontes de chironomes et 3,3 % des larves). Certaines espèces d’Aeromonas isolées chez ces chironomes sont pathogènes pour le moustique (dégradation des œufs et de la chitine grâce à une enzyme, la chitinase), mais les chercheurs ont aussi isolé dans le microbiote de ces moustiques des espèces d’Aeromonas qui les protègent d'intoxications par les métaux lourds. 
Les larves de ces insectes sont très communes dans les eaux douces du monde entier (qui sont aussi l'un des réservoirs dans certains pays du Vibrio cholerae) ; elles sont mangées par de nombreux poissons (également souvent infectés par des Aeromonas) et amphibiens, et l'adulte peut être abondamment consommé par de nombreux oiseaux et des chauve-souris.

## Risques sanitaires
La présence d'Aeromonas a été signalée dans divers aliments : huîtres, moules, coquillages, crevettes, volailles, viandes, lait cru, crèmes glacées et crudités, contaminés par le portage intestinal de l'animal ou par les eaux souillées.
Aeromonas hydrophila isolée d'eau douce et d'eaux usées, est pathogène des animaux à sang froid (serpents, poissons) et des mammifères. C'est un pathogène humain opportuniste provoquant notamment des gastro-entérites infectieuses.

## Taxonomie
Le nom correct complet (avec auteur) de ce taxon est Aeromonas Stanier 1943.
L'espèce type est Aeromonas hydrophila (Chester 1901) Stanier 1943.

### Synonymie
Le genre Aeromonas a pour synonyme :
- Necromonas Smith 1963

### Étymologie
L'étymologie du nom générique est la suivante : Ae.ro.mo.nas. Gr. masc. n. aêr (gen. aeros), air, gaz; L. fem. n. monas, unité, monad; N.L. fem. n. Aeromonas, monad produisant du gaz.

## Liste d'espèces
Selon la LPSN (9 mai 2025) :
- Aeromonas allosaccharophila Martinez-Murcia et al. 1992
- Aeromonas aquatica Beaz-Hidalgo et al. 2015
- Aeromonas australiensis Aravena-Román et al. 2013
- Aeromonas bestiarum Ali et al. 1996
- Aeromonas bivalvium Miñana-Galbis et al. 2007
- Aeromonas caviae (Scherago 1936) Popoff 1984
- Aeromonas dhakensis (Huys et al. 2002) Beaz-Hidalgo et al. 2015
- Aeromonas diversa Miñana-Galbis et al. 2010
- Aeromonas encheleia Esteve et al. 1995
- Aeromonas enteropelogenes Schubert et al. 1991
- Aeromonas eucrenophila Schubert & Hegazi 1988
- Aeromonas finlandensis corrig. Beaz-Hidalgo et al. 2015
- Aeromonas fluvialis Alperi et al. 2010
- Aeromonas hydrophila (Chester 1901) Stanier 1943 – espèce type
- Aeromonas ichthiosmia Schubert et al. 1991
- Aeromonas jandaei Carnahan et al. 1992
- Aeromonas lacus Beaz-Hidalgo et al. 2015
- Aeromonas lusitana Martínez-Murcia et al. 2023
- Aeromonas media Allen et al. 1983
- Aeromonas molluscorum Miñana-Galbis et al. 2004
- Aeromonas piscicola Beaz-Hidalgo et al. 2010
- Aeromonas popoffii Huys et al. 1997
- Aeromonas rivipollensis Marti & Balcázar 2016
- Aeromonas rivuli Figueras et al. 2011
- Aeromonas salmonicida (Lehmann & Neumann 1896) Griffin et al. 1953
- Aeromonas sanarellii Alperi et al. 2010
- Aeromonas schubertii Hickman-Brenner et al. 1989
- Aeromonas simiae Harf-Monteil et al. 2004
- Aeromonas sobria Popoff & Véron 1981
- Aeromonas taiwanensis Alperi et al. 2010
- Aeromonas tecta Demarta et al. 2010
- Aeromonas veronii Hickman-Brenner et al. 1988

Trois espèces ont été reclassées au sein du genre Aeromonas :
- Aeromonas dhakensis : reclassement de A. aquariorum
- Aeromonas enteropelogenes : reclassement de A. trota
- Aeromonas veronii : reclassement de A. culicicola

De plus, l'espèce Aeromonas sharmana a été reclassée en Pseudaeromonas sharmana (Saha & Chakrabarti 2006) Padakandla & Chae 2017